# Avraham Elmalich
Avraham Elmalich (hebrejsky: אברהם אלמליח, žil 1876 – 2. dubna 1967) byl izraelský politik a poslanec Knesetu za stranu Sefardové a orientální komunity.

## Biografie
Narodil se v Jeruzalému v tehdejší Osmanské říši (dnes Izrael). Studoval ješivu, školu napojenou na síť Alliance Israélite Universelle a archeologický institut v Jeruzalému. Působil jako učitel v Jeruzalému, Jaffě a Damašku. Během první světové války pomáhal židovským rodinám a roku 1916 byl osmanskými úřady vyhoštěn do Damašku.

## Politická dráha
Roku 1904 patřil mezi zakladatele Asociace mladých Jeruzaléma. Byl předákem sefardského Židovstva a prosazoval jeho modernizaci. V letech 1914–1919 založil a vydával noviny Cherut. Byl členem parlamentního sboru Asifat ha-nivcharim, kde zastupoval sefardy. Roku 1921 také zasedl v Židovské národní radě. Od roku 1935 byl členem městské samosprávy v Jeruzalémě. V letech 1921–1932 zasedal ve vedení listu Do'ar ha-jom.
V izraelském parlamentu zasedl po volbách v roce 1949, kdy kandidoval za stranu Sefardové a orientální komunity. Byl členem parlamentního výboru pro vzdělávání a kulturu, výboru práce a mandátního výboru.